# Активные ядра галактик

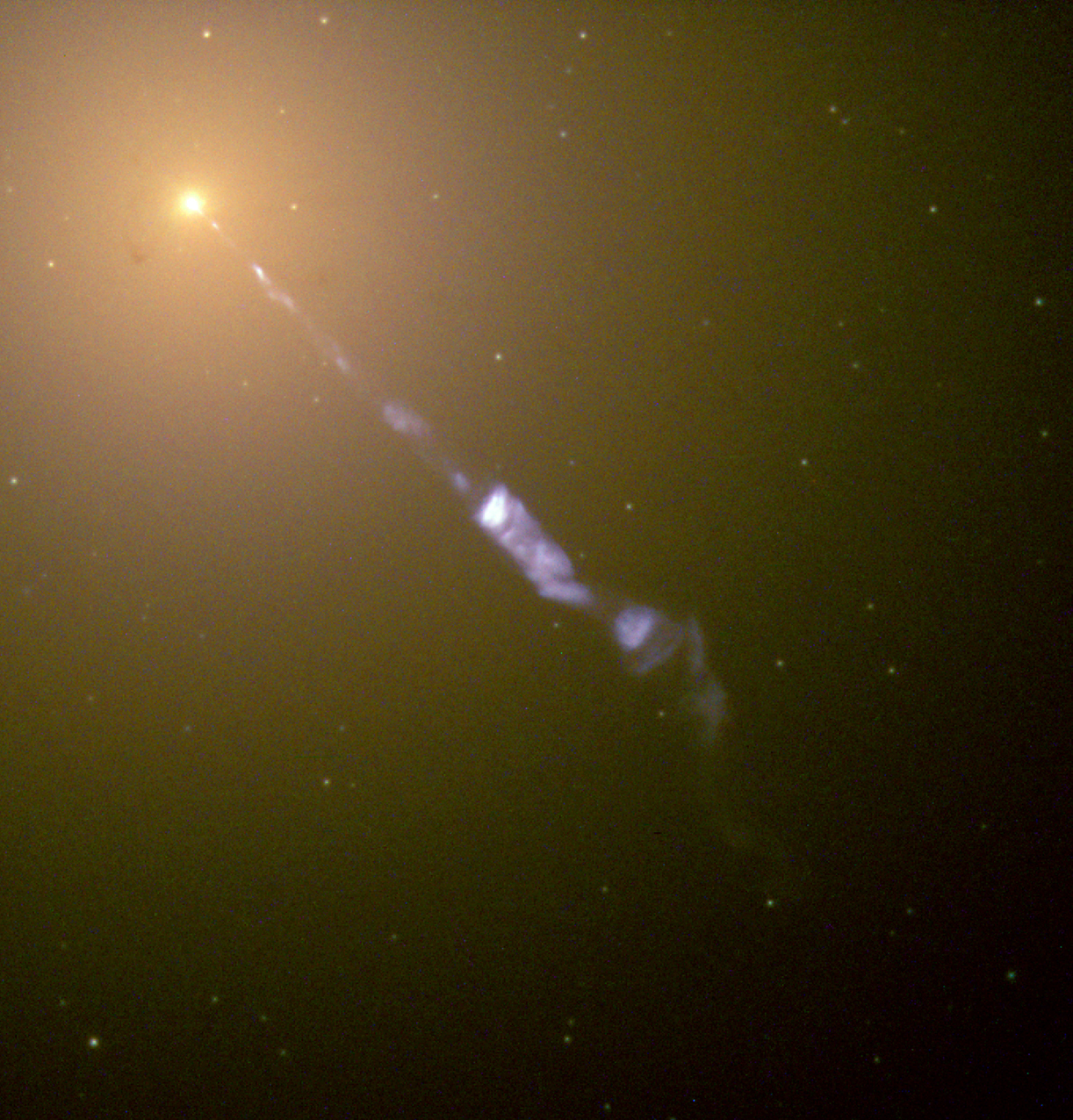
Активная гигантская эллиптическая галактика M87. Из центра галактики вырывается релятивистская струя (джет)

Активные ядра галактик (АЯГ) — ядра, в которых происходят процессы, сопровождающиеся выделением большого количества энергии, не объясняющиеся активностью находящихся в них отдельных звёзд и газово-пылевых комплексов.
Наблюдаемые признаки активности ядра и формы выделения энергии могут быть различными. Наиболее часто встречающимися проявлениями активности являются:
- Выбросы струй газа или быстрых частиц из ядер.
- Высокая мощность радиоизлучения, связанного с выбросом высокоэнергичных электронов из ядра, излучающих в магнитном поле (синхротронный механизм излучения).
- Быстрое движение газа со скоростями в тысячу километров в секунду, которое приводит к сильному уширению линий излучения в спектре ядра вследствие эффекта Доплера.
- Излучение большой мощности в коротковолновых (оптической, ультрафиолетовой и рентгеновской) областях спектра, сконцентрированное в очень небольшой области размером менее светового года. Спектр его не похож на спектр абсолютно чёрного тела и имеет степенную форму (Fv ~ vn, где v ≈ 0.6—0.8). Излучение обычно имеет переменный характер без чётко выраженного периода; характерное время заметного изменения светимости составляет от нескольких лет до нескольких дней или даже часов.

Активная галактика — галактика с активным ядром. Такие галактики подразделяются на: сейфертовские, радиогалактики, лацертиды и квазары. В настоящее время принято считать, что в центре активной галактики находится массивный компактный объект, скорее всего — чёрная дыра, которая и является причиной повышенной интенсивности излучения, особенно в рентгеновском диапазоне. Из ядер таких галактик обычно вырывается релятивистская струя (джет). Отличительной чертой многих активных галактик является переменное (от нескольких дней до нескольких часов) рентгеновское излучение. Есть мнение, что квазары, сейфертовские галактики, радиогалактики и блазары — одно и то же, но видимое с Земли с разных точек зрения. Есть указания на то, что вращающаяся галактика становится активной периодически, то есть активность — это не свойство галактики, а её состояние.

## Модели АЯГ
На данный момент доподлинно неизвестно, что является причиной необычного поведения активных ядер. Дискутируются следующие версии:
1. Активность ядра связывают со вспышками сверхновых звёзд. В этом случае вспышка сверхновой может стать стартовым механизмом, освобождающим энергию, запасённую во всей области ядра. Регулярно протекающие в ядре вспышки сверхновых могут объяснить наблюдаемую энергетику ядер. Но некоторые наблюдаемые в радиогалактиках явления (выбросы вещества в виде струй релятивистской плазмы), говорящих об упорядоченной структуре магнитного поля ядра, объяснить не могут.
2. Активность ядра создаётся массивным звёздоподобным объектом с сильным магнитным полем. Тут прослеживается аналогия с пульсарами. Главной проблемой тут, как можно понять, является сам объект.
3. Активность ядра со сверхмассивной чёрной дырой (от 106 до 109 масс Солнца) — наиболее общепринятая на сегодняшний день теория➤.

## Аккреционный диск
Основная статья: Аккреционный диск
В стандартной модели АЯГ аккреционный диск (АД) формирует вещество, находящееся вблизи центральной чёрной дыры (ЧД). В отсутствие трения баланс силы тяжести, создаваемой массой центрального тела, и центробежной силы приводит к кеплеровскому вращению. При этом угловая скорость вращения вещества с удалением от центра падает (дифференциальное вращение). В аккреционных дисках высокое давление газа. Дифференциальное вращение газа порождает трение, которое нарушает кеплеровское вращение, превращает энергию упорядоченного движения в энергию турбулентности, а затем — в тепло. В турбулентном газе возникает турбулентный и упорядоченный радиальный поток, который с одной стороны выносит угловой момент вращения наружу, с другой стороны способствует превращению гравитационной энергии в энергию турбулентности. Оба эффекта приводят к значительному нагреву аккреционного диска, что и является причиной его теплового излучения. Теоретически, спектр излучения аккреционного диска вокруг сверхмассивной ЧД должен иметь максимумы в оптическом и ультрафиолетовом диапазонах. А корона из горячего материала, приподнятого над АД, может вызывать возникновение рентгеновских фотонов за счёт эффекта обратного комптоновского рассеяния. Мощное излучение АД возбуждает холодные частицы межзвёздной среды, что обуславливает эмиссионные линии в спектре. Большая часть энергии, излучаемой непосредственно АЯГ, может поглощаться и переизлучаться в ИК (и других диапазонах) окружающей АЯГ пылью и газом.

## Периодическая активизация ядер галактик
Известны многочисленные косвенные свидетельства того, что вращающиеся галактики периодически оказываются в возбуждённом состоянии, проявляющемся в активизации их ядер. На бывшие в прошлом периоды активности галактик, спокойных в настоящее время, указывают радиальное движение газа, выброшенного из ядра, данные о металличности звёзд, свидетельствующие о том, что процессы звездообразования носят не стационарный, а периодический характер и нерегулярный характер струевидных выбросов. Наблюдаемые в центре нашей Галактики быстрорасширяющиеся кольцевые структуры на расстояниях 3 кпк и 2.4 кпк и комплекс молекулярных облаков на удалении 300 пк от центра также свидетельствуют в пользу такого предположения. Неравномерное распределение вещества в радиусе 2 пк от центра могло быть результатом мощного взрыва, возникшего в центре Галактики примерно 105 лет назад.

## Теоретические проблемы АЯГ
Общепринятая модель АЯГ состоит из вращающейся массивной центральной чёрной дыры и окружающего её аккреционного газового диска, являющегося источником мощного ионизирующего излучения. Эта модель качественно объясняет наблюдаемую корреляцию потоков в непрерывном спектре и широких водородных линиях, а также существование запаздывания между ними. Таким образом, проблема АЯГ сводится к двум основным вопросам: каков механизм излучения непрерывного спектра и каким именно образом это излучение перерабатывается в излучение других спектральных диапазонов. Наблюдаемое запаздывание длинноволнового излучения континуума по отношению к коротковолновому может свидетельствовать о том, что свечение большинства АЯГ обусловлено сильным трением и разогревом газа в аккреционном диске. Но надёжного доказательства этому до сих пор нет. С другой стороны, свечение особой группы АЯГ — объектов типа BL Lacertae, может быть обусловлено, как свидетельствуют наблюдения, выполненные крымскими и финскими астрономами, исключительно синхротронным излучением релятивистского газового джета, направленного вдоль оси вращения диска по направлению к наблюдателю. Многолетний спектральный мониторинг АЯГ, проводимый некоторыми зарубежными обсерваториями, а также в Крымской астрофизической обсерватории (с конца 1980-х годов), совместно с развитием метода реверберационного анализа позволил предположить, что излучение широких эмиссионных линий водорода возникает в газовых облаках, двигающихся по кеплеровским орбитам примерно в одной плоскости и образующих внешний диск. Но общего согласия среди специалистов по этому поводу пока нет. В последнее время в мировых исследованиях особое внимание уделяется изучению взаимосвязи между излучением АЯГ в рентгеновском и оптическом диапазонах. Согласно данным крымских астрономов, источник рентгеновского излучения должен находиться в центре над диском, переизлучающим эту энергию в видимой области спектра. Результаты этих и других исследований опубликованы в материалах конференции «Переменность АЯГ от рентгена до радио» (Astronomical Society of the Pacific Conference Series, ASPCS, vol.360). Несмотря на определённый прогресс, достигнутый в изучении АЯГ, многие проблемы и задачи остаются нерешёнными, например, такие как объяснение переменности профилей широких водородных линий, природа их «двугорбости» в некоторых АЯГ, кинематика и динамика газа в области диска, повышение точности определения масс центральных чёрных дыр.